# Blenio Kraftwerke
Die Blenio Kraftwerke AG (italienisch Officine idroelettriche di Blenio SA, kurz Ofible) mit Sitz in Locarno nutzt die Wasserkräfte im Einzugsbereich des Flusses Brenno im Kanton Tessin zur Erzeugung elektrischer Energie.

## Geschichte
Die Gesellschaft wurde am 29. Februar 1956 gegründet. In den Jahren 1956 bis 1963 erfolgte der Bau der Stauseen Lago di Luzzone, Carassina und Malvaglia sowie der Kraftwerke Luzzone, Olivone und Biasca. Zur Erhöhung der Speicherkapazität von ursprünglich 87 auf 107 Mio. m³ wurde in den 1990er-Jahren die Staumauer des Lago di Luzzone um 17 m erhöht. Alle Anlagen werden – zusammen mit den Maggia-Kraftwerken – von der gemeinsamen Leitstelle in Locarno aus ferngesteuert und überwacht. Konzessioniert sind die Anlagen bis Ende September 2042.

## Kraftwerksanlagen
| Zentrale | Lage            | Gemeindegebiet       | Inbetriebnahme | Maschinenhaus [m. ü. M.] | el. Leistung in MW | Turbinen                             | Mittlere Fallhöhe in m | Ausbaudurchfluss in m³/s | Produktion GWh / Jahr | Bemerkung                                                                               |
| -------- | --------------- | -------------------- | -------------- | ------------------------ | ------------------ | ------------------------------------ | ---------------------- | ------------------------ | --------------------- | --------------------------------------------------------------------------------------- |
| Luzzone  | 716703 / 158214 | Blenio (bei Ghirone) | 1963           | 1493                     | 15                 | 1 horizontale Francis-Turbine        | 120                    | 11                       | 27                    | Laufkraftwerk zur Ausnutzung des Zuflusses vom Lago di Carassina in den Lago di Luzzone |
| Olivone  | 715859 / 155380 | Blenio (bei Olivone) | 1962           | 1019                     | 96                 | 2 horizontale Doppel-Pelton-Turbinen | 545                    | 20                       | 210                   | Speicherkraftwerk zur Ausnutzung des Wassers des Lago di Luzzone                        |
| Biasca   | 718870 / 132660 | Biasca               | 1959           | 279                      | 324                | 4 horizontale Doppel-Pelton-Turbinen | 680                    | 55                       | 688                   | Speicherkraftwerk zur Ausnutzung des Wassers dem Bacino di Val Malvaglia                |

Quellen:
- Bundesamt für Energie (Hrsg.): Statistik der Wasserkraftanlagen der Schweiz. Zentralenblätter. 1. Januar 2018.
- Ofible (Hrsg.): Ofible, eine spannende Herausforderung. S. 122–123.

## Beteiligungen
An der Blenio Kraftwerke AG sind folgende Unternehmen beteiligt:
- Kanton Tessin (20 %)
- Nordostschweizerische Kraftwerke AG (17 %)
- Elektrizitätswerk der Stadt Zürich (17 %)
- Aare-Tessin AG für Elektrizität (17 %)
- Kanton Basel-Stadt (12 %)
- BKW FMB Beteiligungen AG (12 %)
- Energie Wasser Bern (5 %)